# リヒャルディス・フォン・ズアラフェルトガウ

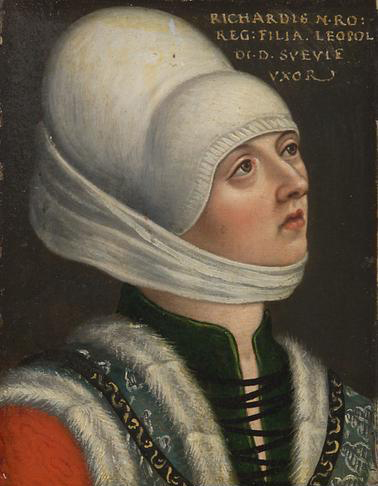
リヒャルディス・フォン・ズアラフェルトガウ（16世紀）

リヒャルディス・フォン・ズアラフェルトガウ（ドイツ語：Richardis von Sualafeldgau, 945/50年 - 994年7月8日）またはリヒャルダ（Richarda）、リヒヴァラ（Richwara）は、オーストリア辺境伯レオポルト1世の妃。

## 生涯
リヒャルディスの出自に関してははっきりしていないが、ズアラフェルトガウ伯エルンスト4世の娘、あるいはエッツォ家のエレンフリート2世とリヒヴァラ・フォン・ツュルピッヒガウの娘と考えられている。また、リヒャルディスはケルンテン公アダルベロと親族であったとみられる。
リヒャルディスとオーストリア辺境伯レオポルト1世との結婚がいつ行われたかは不明である。レオポルト1世はオーストリア辺境伯ブルクハルトが廃位された後、976年7月21日に皇帝オットー2世によりオーストリア辺境伯に任ぜられた。
リヒャルディスは994年に死去した。いくつかの文献によると、リヒャルディスは夫レオポルト1世が死去した日と同日に死去したと伝えられる。

## 子女
- ハインリヒ1世（1018年没） - オーストリア辺境伯（994年 - 1018年）[2]
- ユーディト
- エルンスト1世（1015年没） - シュヴァーベン公（1012年 - 1015年）[2]
- アーダルベルト（985年 - 1055年） - オーストリア辺境伯（1018年 - 1055年）[2]
- ポッポ（986年 - 1047年） - トリーア大司教（1016年 - 1047年）[2]
- クニグンダ
- ヘンマ - ディーセン伯ラポト3世（ラポト家（ドイツ語版））と結婚
- クリスティナ - トリーアの修道女